# Episodi di Kakegurui
Questa è la lista degli episodi di Kakegurui adattamento anime dell'omonimo manga. L'anime, prodotto da MAPPA e diretto da Yūichirō Hayashi, è andato in onda dal 1º luglio al 23 settembre 2017. La composizione della serie è stata affidata a Yasuko Kobayashi, mentre la colonna sonora è stata composta dai Technoboys Pulcraft Green-Fund. Le sigle di apertura e chiusura sono rispettivamente Deal with the Devil di Tia e LAYon-theLINE dei D-selections. Un'edizione italiana è stata resa disponibile in streaming su Netflix dal 1º febbraio 2018.
Una seconda stagione, intitolata Kakegurui ×× (賭ケグルイ××?), ha iniziato la trasmissione televisiva l'8 gennaio 2019. Il cast e lo staff principali sono gli stessi della prima stagione, eccetto Kiyoshi Matsuda che ha affiancato Hayashi nel ruolo di regista. Le sigle di apertura e chiusura sono rispettivamente Kono yubi tomare (コノユビトマレ?) di Junna e AlegriA dei D-selections. La seconda stagione è composta da 12 episodi.
Nel novembre 2021 è stato annunciato che Kakegurui twin sarebbe stato adattato come ONA da parte dello studio MAPPA il quale è uscito a livello internazionale distribuito da Netflix il 4 agosto 2022. La trasposizione sarà diretta da Kaori Makita, con la regia principale di Yuichiro Hayashi, le sceneggiature scritte da Shigeru Murakoshi, il character design gestito da Manabu Nii e la musica composta da Technoboys Pulcraft Green-Fund. La sigla finale è Queens Bluff cantata dal gruppo Iris. In Italia è stato reso disponibile sempre su Netflix il 4 agosto 2022.

## Kakegurui

### Prima stagione
| Nº | Titolo italiano Giapponese 「Kanji」 - Rōmaji | In onda           | In onda          |
| Nº | Titolo italiano Giapponese 「Kanji」 - Rōmaji | Giapponese        | Italiano         |
| 1  | La donna chiamata Yumeko Jabami 「蛇喰夢子という女」 - Jabami Yumeko to iu onna | 1º luglio 2017    | 1º febbraio 2018 |
| 1  | L'Accademia Privata Hyakkaou è un prestigioso istituto che ospita esclusivamente studenti provenienti da famiglie ricche e potenti. Dovendo formare i futuri leader della nazione, la scuola promuove un crudele sistema gerarchico basato non sui successi negli studi bensì sui contributi versati al consiglio studentesco, nonché sull'abilità nel gioco d’azzardo: chi non riesce a pagare i propri debiti viene degradato allo status di "animale domestico" e ogni forma di bullismo nei suoi confronti verrà tollerata e incoraggiata. Un giorno viene ammessa nella scuola una ragazza del secondo anno delle superiori, Yumeko Jabami, che subito fa amicizia con Ryota Suzui, un ragazzo ridotto ad animale domestico dopo aver perso una partita con Mary Saotome, un’abile giocatrice loro compagna di classe. Benché Suzui sconsigli a Yumeko di farsi coinvolgere nelle scommesse, la ragazza accetta subito con entusiasmo l’invito di Mary Saotome a giocare una partita a Carta Forbice e Sasso a Sorteggio, un gioco a carte basato sulla morra cinese. Durante la partita Yumeko svela la sua natura di giocatrice compulsiva, puntando somme esagerate che rapidamente la portano ad esaurire le sue fiche. Yumeko indovina subito che Mary sta barando, con l’ausilio di numerosi studenti da lei intimiditi, che continuano a passare a entrambe carte manipolate. Yumeko punta allora 10 milioni di yen in contanti e deride Mary fino a spingerla a puntare la stessa somma. Nonostante le carte manipolate, Yumeko vince la sfida, indebitando Mary di 8,8 milioni di yen. Poco dopo Yumeko spiega a Suzui di essersi accorta tramite il suo specchietto che era lui dietro di lei a segnalare agli altri studenti quali carte passare e quali no. Ciononostante, non si dichiara offesa, ma anzi lo ringrazia per averle fatto affrontare una sfida entusiasmante, e gli regala un’ingente quantità di contanti sufficiente a saldare il suo debito. Quando Suzui le chiede come ha fatto a vincere, lei rivela che si è trattato di semplice fortuna.                                                                                     |                   |                  |
| 2  | La donna noiosa 「つまんない女」 - Tsumannai onna | 8 luglio 2017     | 1º febbraio 2018 |
| 2  | Dopo la sconfitta subita, Mary diventa un animale domestico e subito inizia a subire il bullismo da parte dei suoi compagni di classe. Suzui spiega a Yumeko che è stata l’attuale presidente del consiglio studentesco, Kirari Momobami, a istituire il sistema oppressivo attuale, dopo che due anni prima sconfisse al gioco il precedente presidente, rubandogli il posto. La notizia della sconfitta di Mary si diffonde per la scuola e Yumeko viene presto sfidata da un membro del consiglio, Itsuki Sumeragi, una ricchissima studentessa del primo anno, figlia del presidente di un’importante azienda di giocattoli. Itsuki sfida Yumeko a Doppio Memory, ovvero una partita a memory svolta utilizzando due mazzi di carte. Grazie alle sue carte truccate, Itsuki vince la partita, indebitando Yumeko di 20 milioni di yen. Yumeko supplica Itsuki di concederle la rivincita. Itsuki risponde che metterà di nuovo in palio 20 milioni di yen a patto che Yumeko scommetta le unghie di mani e piedi, in modo da aggiungerle alla sua collezione. Yumeko accetta le condizioni e, grazie alla sua straordinaria memoria e avendo capito il trucco di Sumeragi, ottiene rapidamente la vittoria. Yumeko sfida di nuovo Itsuki chiedendole di scommettere anche lei le unghie, ma Itsuki, pur sapendo di compromettere la sua posizione nel consiglio studentesco, scoppia in lacrime e rifiuta la sfida. Disgustata, Yumeko lascia perdere Itsuki e decide di andare alla ricerca di altre sfide. Yumeko e Suzui raggiungono il Club della Cultura e Tradizione, dove la presidente del club e membro del consiglio studentesco, Yuriko Nishinotouin, sta sconfiggendo Mary al gioco. |                   |                  |
| 3  | La donna dagli occhi sottili 「糸目の女」 - Itome no onna | 15 luglio 2017    | 1º febbraio 2018 |
| 3  | Sconfitta da Yuriko, Mary si ritrova con un debito con il consiglio di 49,6 milioni di yen. Suzui spiega a Yumeko che Mary ha tentato di liberarsi dello status di animale domestico sfidando Yuriko a una partita ufficiale: agli animali domestici è infatti concesso una sola volta il diritto di poter sfidare chiunque senza che questi possa rifiutare la sfida. Yuriko accetta di giocare con Yumeko a Vita o Morte, un gioco da tavolo che consiste nel rovesciare delle piccole spade su una tabella e decretare la vittoria o la sconfitta secondo le caselle su cui sono state posizionate le fiche e la posizione e il verso in cui sono cadute le spade. Le vincite e le perdite di ogni round equivalgono a ben trenta volte il valore delle fiche puntate sulle caselle colpite dalle spade, ragion per cui Yumeko esprime il suo disprezzo nei confronti di Yuriko, per aver scelto proprio questo gioco in una partita contro una persona disperata come Mary. Continuando a insultare Yuriko, induce questa a mettere in palio tutte le sue fiche; Yumeko fa lo stesso posizionando tutte le fiche su un’unica casella, cosa che potrebbe portare Yuriko a perdere ben 2,17 miliardi, nel caso una spada con la lama rivolta all'insù finisse su quella casella. Yumeko indovina anche che Yuriko gioca sporco, in quanto la croupier ha dei minuscoli piercing sulle nocche che tramite magnetismo aumentano le probabilità che almeno una spada si posizioni in modo vantaggioso per Yuriko. A sorpresa entra ad assistere la presidente del consiglio studentesco Kirari Momobami. La partita si risolve con la vittoria di Yuriko, alla quale Yumeko deve ora 310 milioni di yen. Yumeko, ormai degradata ad animale domestico, suppone che Kirari abbia aiutato Yuriko tramite una "talpa", ovvero una persona collusa nascosta sotto il pavimento. Affascinata da Kirari, Yumeko si promette di sfidarla appena possibile. |                   |                  |
| 4  | La donna diventata bestiame 「家畜になった女」 - Kachiku ni natta onna | 22 luglio 2017    | 1º febbraio 2018 |
| 4  | Visto lo spropositato debito che hanno con il consiglio, Yumeko e Mary ricevono entrambe un "contratto di vita". Il consiglio studentesco ha infatti forti legami col mondo politico e finanziario e ha il potere di decidere l'intero futuro di un animale domestico, ad esempio Yumeko e Mary dovranno sposarsi giovani con potenti uomini politici con i quali procreare. Poco dopo un gruppo di bulli capeggiati da Jun Kiwatari costringe Yumeko a seguirli per poi ordinarle di spogliarsi davanti a loro. Al rifiuto di Yumeko, i tre bulli si dicono pronti a stuprarla, ma la ragazza viene salvata da Midari Ikishima, membro del consiglio studentesco e capo del Comitato di Abbellimento, che con i suoi atteggiamenti inquietanti mette in fuga gli assalitori. Poco dopo gli animali domestici della scuola vengono invitati a partecipare al "Gioco dello Scambio dei Debiti", per avere una possibilità di liberarsi della loro condizione degradante. Il gioco consiste nel creare gruppi da quattro studenti che si sfideranno a poker indiano: chi arriva ultimo al gioco scambia il suo debito con lo studente che ha il debito più alto e chi arriva primo lo scambia con chi ha il debito più basso, a meno che non sia quest'ultimo a vincere: in tal caso riceve dal consiglio una somma pari al suo debito. Le fiche distribuite hanno quattro colori diversi con valori basati su un decimo del debito di ciascuno dei partecipanti. Yumeko e Mary accettano di partecipare e si ritrovano al tavolo con un altro animale domestico, Nanami Tsubomi, e Kiwatari che ha finto di avere un piccolo debito in modo da ottenere quella stessa somma in caso di vittoria. |                   |                  |
| 5  | La donna diventata umana 「人間になった女」 - Ningen ni natta onna | 29 luglio 2017    | 1º febbraio 2018 |
| 5  | Kiwatari si trova subito in difficoltà a causa della bravura di Yumeko e Mary, mentre Tsubomi, annichilita dai numerosi soprusi che ha subito in quanto animale domestico, bara a vantaggio di Kiwatari. L'ultimo turno sembra sul punto di concludersi con la vittoria di Tsubomi, e Kiwatari la minaccia affinché decida di perdere volontariamente. Yumeko tuttavia la convince a non mollare, prevedendo che continuando a lasciarsi maltrattare dai bulli verrà per sempre vista da tutti come un animale domestico. Tsubomi decide di proseguire e, grazie a Mary e Yumeko, ottiene un'enorme quantità di fiche, vincendo apparentemente la partita. Tuttavia, la dealer della partita, la segretaria del consiglio Sayaka Igarashi, annuncia che la vincitrice è Mary, mentre Kiwatari, che riteneva di essere arrivato secondo, si è piazzato all'ultimo posto. Yumeko e Mary rivelano di aver dichiarato l'una il debito dell'altra, alterando così il valore delle fiche, per poi scambiarsi le targhette in cui era riportata la somma. Di fatto hanno truffato il consiglio, dato che Mary, per aumentare il suo debito, ha chiesto al consiglio 260 milioni di yen, soldi che ora non dovrà più restituire, avendo scambiato il debito con Kiwatari. Sayaka dichiara valido il loro gioco e Kiwatari viene ridotto ad animale domestico. Nonostante l'inganno, Tsubomi si sente riconoscente nei confronti di Yumeko, per averla fatta sentire un essere umano. |                   |                  |
| 6  | La donna che tenta 「誘う女」 - Sasou onna | 12 agosto 2017    | 1º febbraio 2018 |
| 6  | Mary salda il suo debito con il consiglio, liberandosi della condizione di animale domestico e cede i 250 milioni rimasti a Yumeko, che tuttavia non cerca saldare il suo debito, volendo conservare il diritto di sfidare Kirari in una partita ufficiale. Nel frattempo, i membri del consiglio indagano su Yumeko, scoprendo che mantiene da sola la sorella perennemente ricoverata in un importante ospedale. Giungono dunque alla conclusione che per poter sfidare Kirari, Yumeko non ha saldato un debito che avrebbe potuto pagare fin dall'inizio. Midari Ikishima, che dopo il primo incontro con Yumeko ha sviluppato un'attrazione morbosa nei suoi confronti, si rifiuta di lasciare che la presidente la "distrugga" prima di poter sfidare lei stessa Yumeko. Grazie alla sua autorità di capo del Comitato di Abbellimento, Midari fa rapire Yumeko e Suzui e li fa rinchiudere in un sotterraneo, dove sfida Yumeko al Gioco della Percezione Extrasensoriale, in cui dovranno indovinare la disposizione di cinque carte Zener scelta dal dealer. Dovranno inoltre caricare ognuna una pistola con un numero di colpi da zero a sei, mescolare le pistole in modo da non riconoscerle e premere il grilletto contro la perdente. Chi viene colpito dal proiettile perde. Yumeko riesce a imporre che i turni siano al massimo tre, che la vincitrice ottenga un miliardo di yen dalla perdente e che il dealer sia Suzui, ma in cambio Midari impone che per ogni colpo mancato la perdente prema il grilletto contro la vincitrice. Nel frattempo, Kirari invita Mary a prendere una tazza di tè, complimentandosi per il modo in cui ha astutamente sottratto milioni al consiglio e le propone di entrare a farne parte. |                   |                  |
| 7  | Donne che rifiutano 「拒絶する女たち」 - Kyozetsu suru onna-tachi | 19 agosto 2017    | 1º febbraio 2018 |
| 7  | Sopravvissute entrambe al primo round, Yumeko chiede a Midari perché abbia scelto quel gioco e questa risponde che adora il brivido e il dolore. Midari racconta di averlo capito quando perse 300 milioni di yen giocando contro Kirari. Per estinguere il debito, Kirari le chiese di farsi estrarre un occhio in modo da farle vedere la parte interna: per tutta risposta Midari si cavò l'occhio sinistro con una penna. Kirari le chiese allora di unirsi al consiglio e, al rifiuto di Midari, la presidente le promise che in cambio un giorno l'avrebbe uccisa. Midari dichiara a Yumeko di aver riconosciuto in lei il suo stesso desiderio di dolore e morte, pertanto l'ha sfidata, visto che Kirari non si sta più curando di lei. Grazie a Suzui, che ripete lo schema delle carte di Yumeko nel turno precedente, Yumeko vince il secondo turno. Anche stavolta nessuna delle due viene sparata, perché Yumeko sceglie la pistola più leggera, ovvero quella in cui lei non ha inserito proiettili. Il terzo turno, infine, si conclude in parità, come pure la partita. Yumeko afferma di aver capito che Midari voleva perdere fin dall'inizio, esprimendo odio nei suoi confronti, dato che vuole tutto il rischio per sé, togliendo a Yumeko il gusto di giocare. Yumeko lascia la stanza, mentre Midari, sempre più eccitata, la supplica inutilmente di ucciderla. Nel frattempo Mary rifiuta la proposta di Kirari, essendo disgustata dal modo in cui il consiglio trasforma le persone in animali domestici. |                   |                  |
| 8  | La donna che ama ballare 「愛踊る女」 - Ai odoru onna | 26 agosto 2017    | 1º febbraio 2018 |
| 8  | Kirari abbandona temporaneamente la scuola lasciando le redini dell'istituto a Sayaka. In assenza della presidente, la idol e membro del consiglio degli studenti Yumemi Yumemite decide di occuparsi di Yumeko, la quale è ormai chiaramente una minaccia per il consiglio. Nel frattempo Itsuki Sumeragi, avendo perso il suo posto al consiglio e tutti i vantaggi sulla sua carriera futura che da esso derivano, rischia di essere diseredata dal padre. Pertanto decide di offrire la sua amicizia a Yumeko, approfittando del desiderio di questa di sfidare Kirari: se dovesse vincere potrebbe prendere il posto di Kirari e reinserire Itsuki nel consiglio. Yumeko viene contattata da Yumemi che le lancia una sfida in cui dovranno entrambe esibirsi sul palcoscenico di fronte a centinaia di spettatori: la posta in gioco è 50 milioni di yen; inoltre, in caso di sconfitta di Yumeko, il suo contratto di vita la costringerà a formare un duo di idol con Yumemi: le Dreaming Creaming Sisters. Yumeko rivela che un anonimo le ha fatto reperire i resti di una lettera scritta da un fan di Yumemi, dopo che questa l'aveva ridotta in pezzi. Yumemi ammette di provare disgusto verso i suoi fan e di usare la carriera di idol come trampolino di lancio per diventare un'attrice di Hollywood. Yumeko allora le rivela di aver registrato la conversazione e afferma che accetterà la sfida solo a patto che in caso di sconfitta Yumemi faccia sentire la registrazione ai suoi fan. Dopo l'incontro, Yumeko spiega a Suzui di aver trovato il registratore insieme alla lettera strappata, il che significa qualcuno sta cercando di sabotare Yumemi. |                   |                  |
| 9  | La donna che sogna 「夢見る女」 - Yumemiru onna | 2 settembre 2017  | 1º febbraio 2018 |
| 9  | Giunge il giorno della sfida e, su insistenza di Yumeko, tra il pubblico sono presenti anche Mary, Suzui e Itsuki. Yumeko e Yumemi si sfidano in varie prove di canto e ballo con risultati abbastanza equilibrati, ma Yumeko intuisce che Yumemi la sta facendo vincere per rendere più spettacolare la sfida. Quando giunge il round decisivo, la sfida prevede che in base al lancio di due dadi si scelga un membro del pubblico di cui le giocatrici dovranno indovinare il mese di nascita: chi si avvicinerà maggiormente al mese esatto vincerà la sfida, nonché l'intera partita. Yumemi è sicura di vincere perché conosce la data di nascita di tutti i suoi fan e dei membri del consiglio presenti tra il pubblico. Tuttavia Yumeko manipola il lancio dei dadi in modo che la scelta ricada su Mary, che Yumemi non conosce. Yumemi capisce che Yumeko è precedentemente riuscita a scoprire il programma della sfida e ha invitato i suoi amici appositamente per prepararsi a questo round. Yumeko scrive la sua risposta con un vistoso movimento della mano, che lascia intuire un 6, ovvero giugno. Temendo che l'avversaria abbia scritto su una scheda capovolta per ingannarla, Yumemi scrive un 9. Mary rivela di essere nata a marzo e Yumeko, che aveva davvero scritto 6, vince per pura fortuna. Yumeko afferma che non conosceva la data di nascita di Mary e che ha indotto Yumemi a scrivere 9 solo per impedire un "noioso" pareggio. Avendo perso la sfida, Yumemi fa ascoltare la registrazione ai suoi fan, ma questi accettano di sostenerla comunque, commuovendola. Yumeko tuttavia decide che è giunto il momento di punire chi ha cercato di sabotare Yumemi e questa accusa il tesoriere del consiglio Kaede Manyuda, che aveva organizzato la sfida insieme a Yumemi. Manyuda infatti ambisce a diventare il prossimo presidente del consiglio e si è industriato per eliminare altri possibili pretendenti. Yumeko coglie l'occasione per sfidare Manyuda in una partita ufficiale. |                   |                  |
| 10 | La donna che sceglie 「選択する女」 - Sentaku suru onna | 9 settembre 2017  | 1º febbraio 2018 |
| 10 | La vicepresidente del consiglio, una ragazza che nasconde sempre il proprio volto dietro una maschera, si propone di essere il dealer nella partita tra Yumeko e Manyuda. Il gioco scelto è il Choice Poker, che a differenza del poker normale prevede che ad ogni turno il giocatore che punta più fiche abbia il diritto di scegliere tra una "mano forte" o una "mano debole", ovvero se a vincere il round sia il giocatore con le carte migliori o quello con le carte peggiori. Si tratta dunque di un gioco progettato per far vincere un giocatore ricchissimo come Manyuda, e Yumeko, anche a causa delle sue puntate esagerate, esaurisce in fretta le fiche. Yumeko allora dice a Itsuki di avvicinarsi e aiutarla a scommettere con i suoi soldi. Manyuda, che precedentemente aveva aiutato la ragazza a entrare nel consiglio, è divertito dalla situazione e afferma di essere sempre stato affascinato dall'ambizione di Itsuki, ma che questa non è mai stata sostenuta da reali capacità. Le propone comunque di farsi da parte e in cambio cercherà di farla tornare nel consiglio. Non sopportando l'umiliazione, Itsuki aggiunge un miliardo di yen sul piatto di Yumeko. |                   |                  |
| 11 | La donna che scommette la vita 「人生を賭ける女」 - Jinsei o kakeru onna | 16 settembre 2017 | 1º febbraio 2018 |
| 11 | Nella residenza dei Momobami, Kirari indice una conferenza telematica con i membri del suo clan in quanto loro capo, accusandoli di essere inutili e banali e li sfida ad avvicinarsi all'accademia per sistemare i problemi che hanno con lei. Nel frattempo, prosegue la sfida tra Yumeko e Manyuda. Quando viene chiesto ai partecipanti di cambiare le carte, Yumeko scarta una coppia di regine, facendo supporre che stia puntando a una mano debole. Per assicurarsi il diritto di scegliere, Manyuda e Itsuki continuano a ad aggiungere fiche nel piatto, fino a quando Itsuki esaurisce i soldi. Yumeko le propone di rilanciare con la sua vita, ovvero di rischiare di diventare permanentemente un animale domestico con un contratto di vita qualora Yumeko dovesse perdere. Dopo aver visto le carte di Yumeko, Itsuki si strappa a morsi le unghie in segno di sacrificio e mette la propria vita sul piatto. Manyuda risponde che un'entità astratta come la vita non è accettabile nel Choice Poker, ma la vicepresidente accetta la scommessa e si toglie la maschera per dimostrare di avere l'autorità per farlo: dietro la maschera era nascosta la stessa Kirari. Manyuda, che ormai ha messo sul piatto 3 miliardi e rischia di vedere compromesso il suo futuro, decide di rilanciare anche lui con la sua vita, aggiudicandosi il diritto di scegliere. Osservando la reazione disperata di Itsuki, Manyuda sceglie di puntare su una mano forte, mostrando il suo tris di 9, ma Itsuki stava in realtà bluffando, e Yumeko scopre un tris di Jack. Yumeko spiega a Manyuda che avendo molti più soldi di lei avrebbe dovuto rilanciare solo quando aveva la certezza assoluta di vincere e rivela di aver coinvolto Itsuki proprio per spingerlo a puntare in modo sconsiderato. Manyuda si ritrova dunque condannato ad avere un contratto di vita e viene licenziato da Kirari. Quest'ultima lancia poi una sfida a Yumeko. |                   |                  |
| 12 | La donna che gioca d'azzardo 「賭ケグルイの女」 - Kakegurui no onna | 23 settembre 2017 | 1º febbraio 2018 |
| 12 | Kirari sfida Yumeko ai Tarocchi del Destino: Yumeko, Kirari e una terza persona dovranno scoprire una alla volta una carta dei tarocchi e calcolare il punteggio in base al numero di ciascuna carta e alla posizione in cui si trova. Le carte in posizione dritta hanno un valore positivo, quelle rovesciate hanno un valore negativo: se il risultato finale sarà positivo, la vittoria sarà di Yumeko, se sarà negativo, sarà Kirari a vincere. Inoltre, a prescindere dal punteggio, se si scopre la carta del Matto, la partita si conclude con la vittoria di Yumeko o Kirari, a seconda del fatto che la carta sia dritta o rovesciata. Alla vincitrice non è destinato alcun premio, ma la perdente dovrà lasciare per sempre l'Accademia Hyakkaou. La dealer è Runa Yomozuki, membro del consiglio. Yumeko scopre il Mago in posizione dritta, guadagnando un solo punto, mentre Kirari scopre il Mondo in posizione rovesciata, facendo crollare il punteggio di ventuno punti, per un totale di -20. Suzui, scelto per pescare la terza carta, non può che sperare di scoprire il Matto in posizione dritta. Suzui nota che una carta è macchiata di celeste, lo stesso colore del rossetto e dello smalto di Kirari, la quale aveva toccato il Matto mentre ne spiegava la funzione. Temendo che Kirari abbia cercato di imbrogliarli, Suzui decide di scegliere a caso un'altra carta, scoprendo il Giudizio in posizione dritta, che aumenta il punteggio di venti punti, per un totale di 0. La partita si conclude dunque in parità e nessuna delle due dovrà lasciare l'accademia. Itsuki e Mary, che hanno assistito alla partita, decidono di scoprire la carta macchiata per verificare se si trattava del Matto, ma Runa rimescola le carte e le porta via, sostenendo che è più divertente non sapere la verità. Runa racconta per telefono i recenti avvenimenti alla vicepresidente: viene rivelato che non era stata Kirari a recarsi alla residenza dei Momobami, bensì la vicepresidente Ririka, gemella di Kirari. Poco tempo dopo Kirari annuncia ai pochi membri del consiglio rimasti di aver intenzione di sciogliere il consiglio. |                   |                  |

### Seconda stagione
| Nº | Titolo italiano Giapponese 「Kanji」 - Rōmaji | In onda          | In onda        |
| Nº | Titolo italiano Giapponese 「Kanji」 - Rōmaji | Giapponese       | Italiano       |
| 1  | Tornano le giocatrici d'azzardo 「再ビ賭ケ狂ウ女タチ」 - Futatabi kakeguru'u onna-tachi | 8 gennaio 2019   | 13 giugno 2019 |
| 1  | Erimi Mushibami sfida Yumeko e Midari al gioco della Ghigliottina Tagliadito. Le giocatrici dovranno inserire un dito in uno dei fori e a turno tagliare uno dei venti cavi tesi sul macchinario, dei quali solo uno sorregge la lama della ghigliottina: non appena tale cavo verrà tagliato tutte loro perderanno un dito, a meno che non lo rimuovano dal foro, perdendo la sfida. Chi rimane più a lungo col dito infilato nel foro vince. Yumeko e Midari accettano entusiaste; in particolare, Midari è felice di poter essere torturata insieme a Yumeko, che tuttavia continua a provare disgusto nei suoi confronti. Erimi nasconde loro che la ghigliottina contiene una piastra di metallo che bloccherà la lama qualora dovesse cadere ed è sicura che Yumeko e Midari prima o poi toglieranno il dito. Tuttavia, Yumeko chiede alla croupier se ha rimosso una certa cosa e, alla risposta affermativa della croupier, Erimi inizia a temere che la piastra sia stata rimossa. La scena torna indietro fino al momento in cui Kirari rivela di voler sciogliere il consiglio studentesco. Kirari afferma che, a causa dell'arrivo di Yumeko, il regime che aveva instaurato nella scuola sia stato sconvolto e pertanto vuole agitare le acque per riprendere il controllo dell'accademia. Kirari accoglie nella sala del consiglio diversi nuovi studenti dell'accademia: Terano Totobami, la cui sedia a rotelle è spinta dalla sorella Yumi, Sumika Warakubami, Miyo Inbami, Miroslava Honebami, Nozomi Komabami, i fratelli Rin e Ibara Obami, Miri Yobami ed Erimi Mushibami. Il gruppo è presentato da Rei Batsubami, una ragazza in uniforme maschile lì apposta per servirli; Rei spiega che il gruppo è composto da lontani parenti della presidente Kirari Momobami e che le loro famiglie insieme formano il clan Momobami. |                  |                |
| 2  | Le donne del clan Momobami 「百喰家の女たち」 - Momobami-ke no onna-tachi | 15 gennaio 2019  | 13 giugno 2019 |
| 2  | Terano, che funge da capo per la comitiva, spiega che Kirari li ha invitati a partecipare alle elezioni per il posto di presidente del consiglio e che ha promesso loro di cedere al vincitore anche il posto di capo del clan. A ogni studente dell'accademia viene data una fiche rappresentante un voto e viene loro annunciato che dovranno sfidarsi a vicenda per ottenere le fiche degli altri: il nuovo presidente sarà chi avrà più fiche dopo i trenta giorni di periodo elettorale. Ogni sfida avrà come croupier un membro del Comitato Elettorale, di cui Runa è il capo. Nel frattempo i membri del clan Momobami si promettono di evitare sfide tra loro finché Kirari non sarà fuori dai giochi. Discutono inoltre sulla possibilità di allearsi con Yumeko, il cui cognome Jabami dimostra una parentela con loro, ma scartano quest'ipotesi. Erimi decide dunque di toglierla di mezzo fin da subito e sfida anche Midari in quanto membro dell'attuale consiglio. Il lungo flashback termina e si torna al momento in cui Erimi capisce di poter perdere un dito durante la sfida da lei stessa progettata. Pur terrorizzata e in lacrime, Erimi non abbandona la partita. Una volta rimasti due soli cavi, Midari li taglia entrambi e la lama cade, inducendo Erimi a togliere il dito dal foro. Tuttavia la piastra di metallo è ancora presente e nessuno perde il dito. Midari viene squalificata e Yumeko dichiarata vincitrice. Yumeko spiega di aver fatto rimuovere i dischi antiscivolo dal tavolo, che rendevano instabile il marchingegno, e si complimenta con Erimi per aver resistito fino alla fine. Ribadisce invece il suo odio nei confronti di Midari che le ha negato l'ebbrezza di affrontare un round in cui vi era, almeno in apparenza, una possibilità su due di perdere un dito. |                  |                |
| 3  | La donna intoccabile 「この女触れるべからず」 - Kono onna fureru bekarazu | 22 gennaio 2019  | 13 giugno 2019 |
| 3  | Miyo Inbami e Miri Yobami sconfiggono al gioco Yuriko Nishinotouin, che si sente male al termine della partita. Trovando la cosa sospetta, quando Miri, Miyo e Yumeko vengono invitate dalla vicepresidente a sfidarsi, Runa decide di fare personalmente da croupier alla loro partita. Non fidandosi di Miyo e Miri, Suzui decide di prendere parte al gioco per vegliare su Yumeko. Runa sceglie come gioco il Nym Tipo Zero in cui viene usato un mazzo fatto di carte da 0, 1, 2 e 3 punti; a ogni giocatore vengono distribuite quattro carte e a turno ognuno gioca una carta, sommandone il valore a quello delle altre già giocate: chi fa salire il punteggio oltre il 9 perde, e le sue fiche vengono distribuite agli avversari. Inoltre, chi ha poche fiche elettorali da puntare, può usare "fiche di servizio", con l'avvertenza che se queste vengono giocate e perse, ognuna di essere varrà 24 ore di schiavitù presso il consiglio degli studenti. Miyo perde il primo round, ma Yumeko sviene come era successo precedentemente a Yuriko. Intanto la vicepresidente Ririka offre a Mary 100 fiche, ognuna corrispondente a un voto, in cambio di un'alleanza durante le elezioni. Mary inizialmente rifiuta, non fidandosi di Ririka, ma quando scopre che questa ha organizzato una partita in cui la vita di Yumeko viene messa a rischio, si vede costretta ad accettare i 100 voti e a sostituire Yumeko al tavolo di gioco. Miyo rivela infatti di aver punto Yumeko con un ago avvelenato e che metterà in palio l'antidoto nei due round successivi; inoltre, con l'assenso di Runa, impone che chi fa fold o perde un round dovrà pungersi un dito con un ago avvelenato. Mary chiede a Suzui di mostrare a tutti le sue carte: nonostante l'apparente pericolosità di una mossa simile, Suzui accetta, in quanto Yumeko gli ha detto di seguire ogni consiglio di Mary. |                  |                |
| 4  | Le donne telepatiche 「通じる女たち」 - Tsūjiru onna-tachi | 29 gennaio 2019  | 13 giugno 2019 |
| 4  | Tramite un flashback viene rivelato che Miri e Miyo sono sorelle e che da bambine furono separate in due famiglie rivali; tuttavia, tramite un complesso codice non verbale, riuscirono a conservare segretamente il loro rapporto. Grazie al linguaggio non verbale, che permette loro di sapere l'una le carte dell'altra, e all'utilizzo del veleno, le due sorelle sono sicure di vincere contro Mary e Suzui. Miyo cerca di convincere Suzui a non fidarsi di Mary e a tradirla, promettendogli in cambio tre dosi di antidoto, in modo che nessuno muoia avvelenato. Suzui si rifiuta di tradire Mary e gioca le carte che lei gli suggerisce, e al termine del secondo round è Miri a doversi pungere il dito. Anche durante l'ultimo round, Suzui mostra le carte e segue i consigli di Mary, e le due sorelle vengono subito messe in difficoltà. Mary spiega loro che Runa mescola e distribuisce le carte usando un Gilbreath shuffle, un trucco che fa in modo che le sedici carte giocate in ciascun round siano sempre quattro copie per ciascun numero. Di conseguenza, conoscendo sia la propria mano che quella di Suzui, Mary poteva intuire che carte avessero Miyo e Miri. Miyo accusa Runa di non essere neutrale, ma questa le risponde di aver solo voluto riequilibrare una partita in cui due partecipanti minacciavano gli altri col veleno, e deride le due sorelle per aver basato il loro gioco sulla violenza senza prestare attenzione a nient'altro. Miri inizia a stare male e Miyo le ordina di perdere al posto suo in quanto meno adatta ad affrontare le elezioni, ricordandole che prima terminerà la partita e prima le somministrerà l'antidoto. Miri è dunque eliminata dalle elezioni e Yumeko può essere guarita dal veleno. Mentre l'amica si riprende, Mary riflette su quanto una giocatrice compulsiva come Yumeko sia inadatta a diventare presidente e decide che proverà a vincere lei stessa le elezioni. |                  |                |
| 5  | La donna connessa 「かわる女」 - Kawaru onna | 5 febbraio 2019  | 13 giugno 2019 |
| 5  | Viene stilata una classifica provvisoria delle elezioni in corso e al primo posto vi è l'attuale presidente Kirari, mentre Yumeko e Mary sono rispettivamente decima e quarta. Dopo la vittoria contro Miri e Miyo, Mary vorrebbe evitare l'alleanza promessa da Ririka, che invece ora la segue ovunque vada. Nel frattempo, Yumeko viene sfidata da Sumika Warakubami, la quale è una famosa attrice di Hollywood, conosciuta col nome d’arte di Kawaru Natari. Yumemi, che è una grande fan di Kawaru e la considera un modello da seguire, riesce ad ottenere di fare squadra con Yumeko e ad imporre una sfida basata sulle arti dello spettacolo. La sfida si svolge in tre round davanti a un vasto pubblico di studenti. Il primo round prevede una prova di canto e Yumemi, con grande irritazione, si accorge che l'esibizione di Kawaru è molto migliore della performance sua e di Yumeko. È comunque sicura di vincere, in quanto ha corrotto gran parte del pubblico; a sorpresa, tuttavia, il pubblico decreta che la vincitrice è Kawaru. |                  |                |
| 6  | La star di Hollywood 「ハリウッドスターの女」 - Hariuddo sutā no onna | 12 febbraio 2019 | 13 giugno 2019 |
| 6  | Kawaru svela a Yumemi di aver mandato Rei Batsubami a corrompere nuovamente i membri del pubblico, affinché votassero "l'esibizione più toccante". La sfida successiva è una prova di recitazione in cui le partecipanti dovranno mangiare tre macaron di cui uno, il "macaron letale", ripieno di salsa piccante: vince chi, osservando le reazioni dell'avversaria, capisce quale dei tre era il macaron letale. Yumemi decide di mettere alla prova le sue capacità recitative, mangiando i macaron, mentre a Yumeko viene dato il compito di interpretare le reazioni di Kawaru. Mentre mangia il primo macaron, Yumemi si rompe un dito per trarre in inganno Kawaru, ma questa se ne accorge e indovina che il macaron letale era il secondo. Subito dopo, Yumeko, in parte per intuito, in parte per pura fortuna, indovina il macaron letale di Kawaru. Il round si conclude con un pareggio, ma Yumemi è profondamente umiliata e dice a Yumeko che sfrutterà il terzo round per imparare da Kawaru senza più preoccuparsi di vincere. Indignata dalla resa di Yumemi, Yumeko si rifiuta di collaborare ancora con lei. Il terzo round è quello decisivo, perché il premio consiste nel raddoppiare il proprio punteggio. Il gioco è Soixante Trois, in cui le tre partecipanti dovranno a turno giocare delle carte facendo salire il punteggio complessivo: le tre possono essere sincere o mentire sul valore delle carte giocate, che verranno controllate solo successivamente. Con il progredire della sfida le giocatrici possono "passare" e smettere di pescare: l'ultima rimasta in gioco vince se il punteggio totale non supera 63, mentre se il valore è maggiore, le altre due vengono dichiarate vincitrici ex aequo. Durante la sfida, Yumemi ha un crollo nervoso e vorrebbe arrendersi, ma viene incoraggiata dal pubblico e dalla sua manager, nonché dalle altre due giocatrici. Così Yumemi, accortasi di aver fatto sforare il punteggio oltre il 63, decide di passare e convince Yumeko a fare lo stesso, facendo perdere la sfida a Kawaru. L'attrice si congeda da Yumemi dicendole che si rivedranno a Hollywood. |                  |                |
| 7  | La donna traditrice 「裏切りの女」 - Uragiri no onna | 19 febbraio 2019 | 13 giugno 2019 |
| 7  | Dopo la sconfitta subita al Choice Poker, Manyuda si è chiuso in se stesso senza più alcuna voglia di reagire. Itsuki, a cui Yumeko ha ceduto il contratto di vita di Manyuda, si prende cura di lui ed è mortificata dal vedere il suo mentore ridotto in quello stato. Nel frattempo, Terano Totobami per contrastare Kirari organizza con Yumeko una partita che concentri i voti nelle mani di poche persone: il premio sarà una gran quantità di voti accumulati dalla stessa Terano, che non parteciperà al gioco. Le due reclutano ognuna due studenti, finché i cinque partecipanti sono Yumeko, Ibara Obami, Miroslava Honebami, Itsuki e Manyuda, benché questi fin da subito si dica disinteressato a partecipare alle elezioni. Il gioco è chiamato Sfida del Bene Comune: a ogni round verranno date cinque monete a ogni giocatore, e a turno questi entreranno in una cabina con due salvadanai, quello del fondo privato e quello delle tasse. Le monete aggiunte al fondo privato rimarranno al giocatore, mentre quelle inserite nel salvadanaio delle tasse verranno raddoppiate e distribuite a tutti i giocatori. Durante il gioco i partecipanti potranno una sola volta cacciare chi è sospettato di evadere di più. Terano confischerà i voti di chi viene cacciato e di chi non ottiene 40 monete entro cinque turni. I voti messi in palio verranno distribuiti ai primi tre classificati, in base al numero di monete ottenute, a patto che siano almeno 40. Fin dal primo turno la quantità di monete ottenute dalle tasse denuncia la presenza di un traditore che non ha pagato nulla e nel secondo turno i traditori diventano due. I giocatori litigano furiosamente tra loro e Manyuda accusa Yumeko di essere la traditrice. |                  |                |
| 8  | La donna che non perde 「負けない女」 - Makenai onna | 26 febbraio 2019 | 13 giugno 2019 |
| 8  | Manyuda accusa Yumeko di aver organizzato il gioco con Terano appositamente per imbrogliare gli altri giocatori e spartirsi i voti, e suppone che il secondo traditore sia stato un opportunista. Itsuki tristemente conclude che Manyuda ha ormai la mente ottenebrata, visto che accusa l'unica persona tra i presenti che gioca per il solo gusto di giocare. Anche nel terzo turno due persone tradiscono e gli altri tre giocatori si trovano pericolosamente lontani dalla soglia di 40 monete. Yumeko è estasiata dal rischio che stanno correndo e convince Manyuda a unirsi a lei nel ricattare gli altri, promettendo di pagare zero monete. Sotto ricatto, durante il quarto turno, tutti pagano cinque monete. Osservando l'ordine in cui i giocatori entravano in cabina a ogni turno, Manyuda accusa Miroslava e Itsuki di essere gli evasori dei turni precedenti. Itsuki, che entrava in cabina per prima, lasciava messaggi al giocatore successivo, Miroslava, dandole istruzioni su quando evadere; durante il primo turno, inoltre, non ha depositato le monete in nessun salvadanaio, affidandole a Miroslava. Itsuki è commossa dal vedere Manyuda tornato in sé e, grazie al suo piano, è Miroslava ad essere eliminata, avendo il maggior numero di monete. Miroslava perdona in fretta Itsuki e suppone che la ragazza sia innamorata di Manyuda. Dopo l'ultimo turno, tutti i giocatori rimasti ottengono almeno 40 monete. Itsuki guadagna 100 voti, mentre Yumeko e Ibara, arrivati secondi ex aequo, ottengono 16 voti. Viene tuttavia rivelato che Itsuki ha scommesso 150 voti con Terano sulla possibilità che Manyuda riuscisse a ottenere 40 monete. Avendo scommesso contro Manyuda, Itsuki spiega di aver dato luogo a una situazione in cui poteva soltanto vincere qualcosa: o l'ottenimento di un gran numero di voti o vedere Manyuda tornare se stesso. Senza più voti, annuncia dunque il suo ritiro dalle elezioni. |                  |                |
| 9  | La donna al suo fianco 「傍の女」 - Hata no onna | 5 marzo 2019     | 13 giugno 2019 |
| 9  | Yumeko approfitta delle elezioni per sfidare nuovamente Kirari. Sayaka, temendo per la presidente, di cui è innamorata e che venera come una divinità, decide di sfidare lei stessa Yumeko, mettendo sul piatto la sua vita e invitando Yumeko a fare lo stesso. Yumeko accetta la sfida a patto che la posta in gioco sia ancora più alta: chi perde dovrà rinunciare a ciò che ha di più caro, Sayaka al suo rapporto con Kirari e Yumeko alle scommesse. Kirari, divertita, si propone come dealer e conduce le due ragazze a un'enorme struttura di sua proprietà, chiamata Torre delle Porte. Attraverso una lunga scala a pioli situata al centro della struttura, Kirari porta Yumeko e Sayaka al quinto e ultimo piano. Spiega che la sfida consisterà nello scendere al primo piano, raccogliere uno dei due gigli che vi troveranno e tornare nuovamente all'ultimo piano. Per salire e scendere, Yumeko e Sayaka dovranno riuscire ad aprire le porte, risolvendo gli enigmi affissi su di esse. I round saranno di quindici minuti: cinque di intervallo, cinque riservati a Yumeko e cinque per Sayaka. Kirari impone che la perdente dovrà aprire una delle porte laterali, che conducono all'esterno, e buttarsi dalla torre, e avverte Sayaka che se morirà sarà una perfetta estranea per lei. Il gioco inizia e le due partecipanti si accorgono subito che sulle porte esterne sono raffigurati numeri esadecimali. Quando inizia il primo turno di Yumeko, i numeri si spostano da una porta all'altra. Yumeko apre la porta per la scala centrale, solo per scoprire che ora l'ingresso è murato. Sayaka allora apre una botola per una scala laterale, che la fa scendere di un solo piano. Dopo l'intervallo successivo, i numeri si spostano nuovamente e, giunto nuovamente il suo turno, Yumeko decide di aprire una delle porte esterne. |                  |                |
| 10 | La donna logica 「理の女」 - Ri no onna | 12 marzo 2019    | 13 giugno 2019 |
| 10 | Risolvendo in fretta gli enigmi affissi sulle porte, Sayaka raggiunge il primo piano prima di Yumeko. Pertanto si impossessa del proprio giglio per prima e sale verso l'ultimo piano tramite le scale laterali. Risolvendo gli enigmi, giunge in fretta alla meta, solo per scoprire che Yumeko è arrivata prima di lei. Yumeko spiega di aver aperto una delle porte laterali, intenzionata ad osservare la torre dall'esterno, e di aver scelto la porta in corrispondenza della quale sapeva trovarsi la luna. Tuttavia la luna non c'era e Yumeko ha così intuito che la torre ruota durante i cinque minuti di intervallo, da cui lo spostamento dei numeri esadecimali. Giunta al primo piano, ha potuto individuare il momento esatto in cui l'ingresso per la scala centrale (l'unica struttura fissa della torre) non dava su un muro, potendo così raggiungere in fretta il quinto piano senza dover risolvere un solo enigma. Kirari invita Sayaka a scegliere una porta laterale e saltare; Sayaka obbedisce, dopo aver ribadito il suo amore alla presidente. Tuttavia Kirari si butta subito dopo di lei e la tiene stretta a sé per assicurarsi che non si faccia male. Le due atterrano su un materasso e Kirari fa notare a Sayaka che per l'ennesima volta ha fatto la scelta più logica, buttandosi dalla porta in cui c'era scritto 5 in Braille, ovvero il numero di piani della torre. Così facendo, ha scelto il lato della torre che stava accanto al materasso. Kirari rivela a Sayaka di ricambiare la sua attrazione, perché una donna razionale come Sayaka non può che rappresentare un mistero per una giocatrice d’azzardo come Kirari. Sayaka viene infine riassunta come segretaria della presidente. |                  |                |
| 11 | La donna che porta la × 「×を背負う女」 - Batsu o seou onna | 19 marzo 2019    | 13 giugno 2019 |
| 11 | Yumeko, Suzui, Mary, Yuriko e Midari vengono invitati a partecipare a una sfida chiamata “asta dei 100 voti”, in cui il banditore è Rei Batsubami. Il supervisore del Comitato Elettorale spiega che a ogni round verrà messo all'asta un lotto di 100 voti e ogni partecipante al gioco potrà puntare anonimamente una quantità di voti a scelta: il lotto andrà a chi punta più voti. Tutti i voti puntati, compresi quelli che non sono stati sufficienti ad aggiudicarsi il lotto, divengono proprietà dell'ignoto sponsor, che i giocatori suppongono essere Terano. Mary e Suzui cercano di convincere tutti a non competere tra loro e a collaborare, visto il rischio di arricchire lo sponsor per un guadagno minimo di voti, ma Rei li avverte che interromperà il gioco se vedrà i giocatori accordarsi tra loro. Col procedere della partita, i giocatori, a furia di scontrarsi, si ritrovano con sempre meno voti da puntare. Mary capisce che Rei sta facendo delle offerte per indurre i giocatori a fare puntate alte: scoperta, Rei accetta di non fare ulteriori puntate. Yumeko si rende conto che alcune puntate arrivano da qualcuno che non è in stanza con loro e infatti in un'altra stanza diversi membri del clan Momobami stanno partecipando all'asta come un unico giocatore. Yumeko indovina inoltre che Rei stessa è lo sponsor della sfida e le offre i 3 miliardi di yen vinti nello scontro contro Manyuda per aggiudicarsi il prossimo lotto, a patto che sveli a tutti la verità su se stessa. Rei accetta e si toglie i guanti che ha sempre indossato: su ciascuna nocca è tatuato l'ideogramma di “bami”, cancellato da una x (“batsu”). |                  |                |
| 12 | La donna insignificante 「零の女」 - Rei no onna | 26 marzo 2019    | 13 giugno 2019 |
| 12 | Rei racconta che la sua famiglia originariamente faceva parte del clan Momobami, ma in seguito divennero dei reietti e il loro nome fu cancellato, da cui il termine “batsu”, indicato da una semplice X. Fin da bambina Rei fu trattata come una schiava dai membri del clan, sempre abituata a sentirsi insignificante. Un giorno la famiglia ricevette una visita dalla sorella di Yumeko che regalò a Rei un fermaglio, dicendole che il marchio che aveva sulle mani non era inciso anche sul suo cuore. In seguito, la donna perse al gioco contro il clan, rimanendo traumatizzata, e Rei giurò di farla pagare al clan per ciò che aveva fatto a entrambe. Intenzionata a vincere le elezioni, Rei ha dunque invitato all'asta anche diversi membri del clan, convincendoli che l'organizzatrice fosse Terano. I voti messi all'asta sono stati accumulati tramite le offerte di numerosi studenti della scuola, in particolare gli animali domestici, convinti dall'apparente gentilezza di Rei. Yumeko inizia a fare insensate puntate di 101 voti, ma i membri del clan capiscono che sta cercando di comunicare con loro e fanno anche loro un'offerta di 101 voti. A questo punto, Yumeko inizia a offrire 1 voto nei turni successivi, guadagnando 99 voti a round, dal momento che nessuno ha più il coraggio di competere con le sue offerte. Tutti, compresi i membri del clan, iniziano a fare offerte da 1 voto senza cercare di superarsi a vicenda e Rei perde rapidamente tutti i voti accumulati. Rei è distrutta emotivamente, ma Yumeko la convince a riscuotersi e a scommettere tutto quello che ha per il solo gusto di farlo. Scommettendo sul lancio di una moneta, Rei mette sul piatto i 3 miliardi appena ottenuti e Yumeko il cognome Jabami, rischiando di diventare una reietta del clan al posto di Rei. La vittoria va a Yumeko e i 3 miliardi le vengono restituiti. Tuttavia Kirari, affascinata dalla dimostrazione di forza di Rei, la reintegra nel clan, dandole l'opportunità di crearsi un nuovo cognome. Il giorno dopo la sfida, Yumeko ha già perso al gioco quasi tutti i voti vinti all'asta, mentre Rei, ormai libera, inizia a indossare abiti femminili e il fermaglio donatole dalla sorella di Yumeko. |                  |                |

## Kakegurui Twin
| Nº | Titolo italiano Giapponese 「Kanji」 - Rōmaji                                       | In onda       | In onda       |
| Nº | Titolo italiano Giapponese 「Kanji」 - Rōmaji                                       | Giapponese    | Italiano      |
| 1  | Una ragazza di nome Mary Saotome 「早乙女芽亜里という女」 - Saotome Meari toiu onna | 4 agosto 2022 | 4 agosto 2022 |
| 2  | Una ragazza nel mirino 「狙われる女」 - Nerawareru onna                             | 4 agosto 2022 | 4 agosto 2022 |
| 3  | Una ragazza traditrice 「裏切りの女」 - Uragiri no onna                             | 4 agosto 2022 | 4 agosto 2022 |
| 4  | La confessione delle ragazze 「告白する女たち」 - Kokuhaku suru onna-tachi          | 4 agosto 2022 | 4 agosto 2022 |
| 5  | Una ragazza onesta 「実直な女」 - Jitchoku na onna                                  | 4 agosto 2022 | 4 agosto 2022 |
| 6  | Una ragazza combattiva 「抗う女」 - Aragau onna                                     | 4 agosto 2022 | 4 agosto 2022 |